# HD 219912
HD 219912 är en orange jätte i Bildhuggarens stjärnbild.
Stjärnan har visuell magnitud +6,35 och befinner sig därför på gränsen för vad som går att se synlig för blotta ögat vid god seeing.